# Фраскаті
Фраскаті (італ. Frascati) — муніципалітет в Італії, у регіоні Лаціо,  метрополійне місто Рим-Столиця.
Фраскаті розташоване на відстані близько 19 км на південний схід від Рима.
Населення — 21 984 особи (2014).

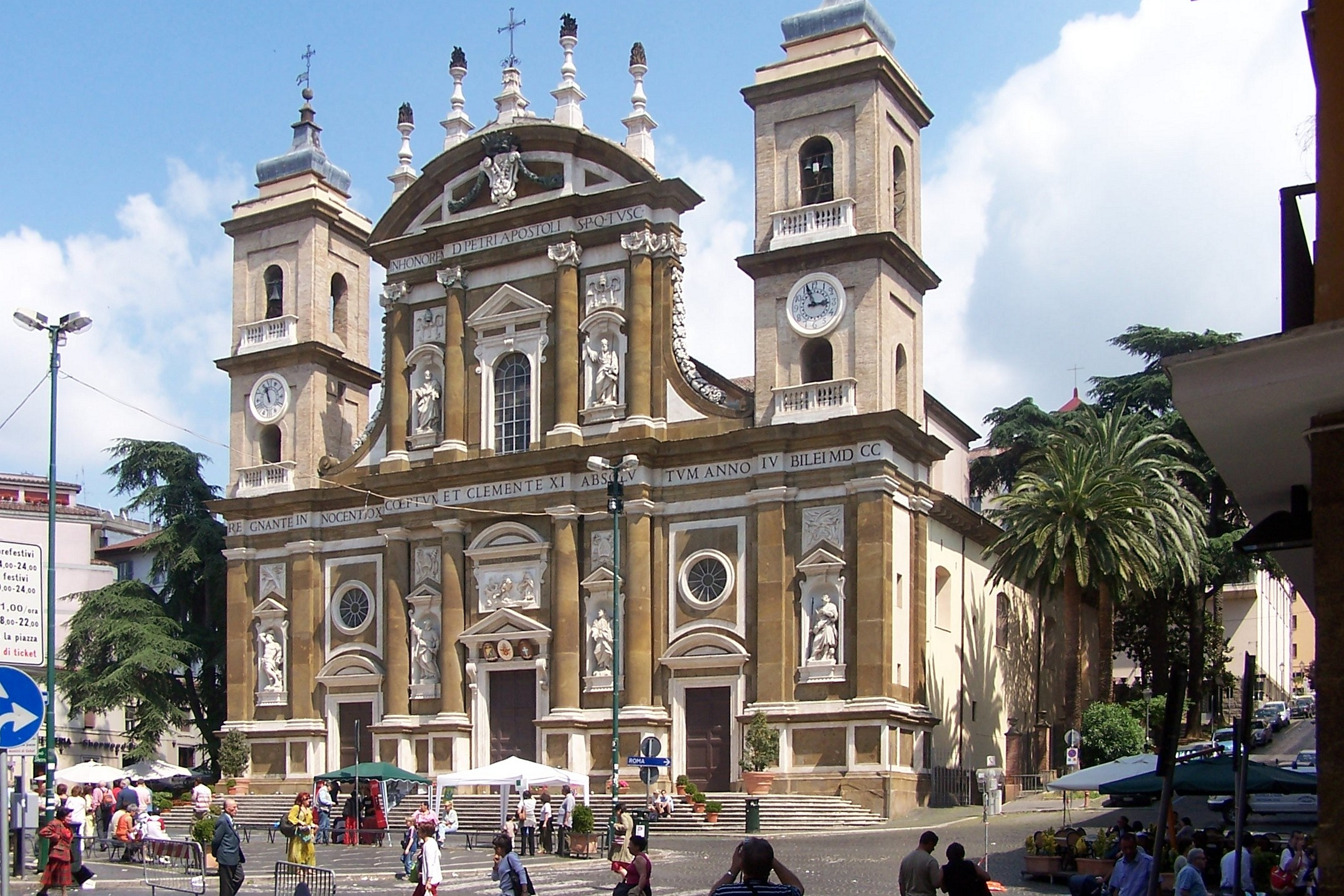

Щорічний фестиваль відбувається 3 травня. Покровитель — Santi Filippo e Giacomo.

## Демографія
Населення за роками:

Станом на 1 січня 2023 року в муніципалітеті офіційно проживали 1574 іноземці з 91 країни, серед них 716 громадян країн Євросоюзу та 97 громадян України.

## Уродженці
- Амадео Амадеї (*1921) — відомий у минулому італійський футболіст, нападник
- Тіно Буаззеллі (1922—1980) — італійський актор театру, телебачення та кіно
- Луїджі Аполлоні (*1967) — відомий у минулому італійський футболіст, захисник, згодом — футбольний тренер.

## Сусідні муніципалітети
- Гроттаферрата
- Монте-Порціо-Катоне
- Рим

## Галерея зображень

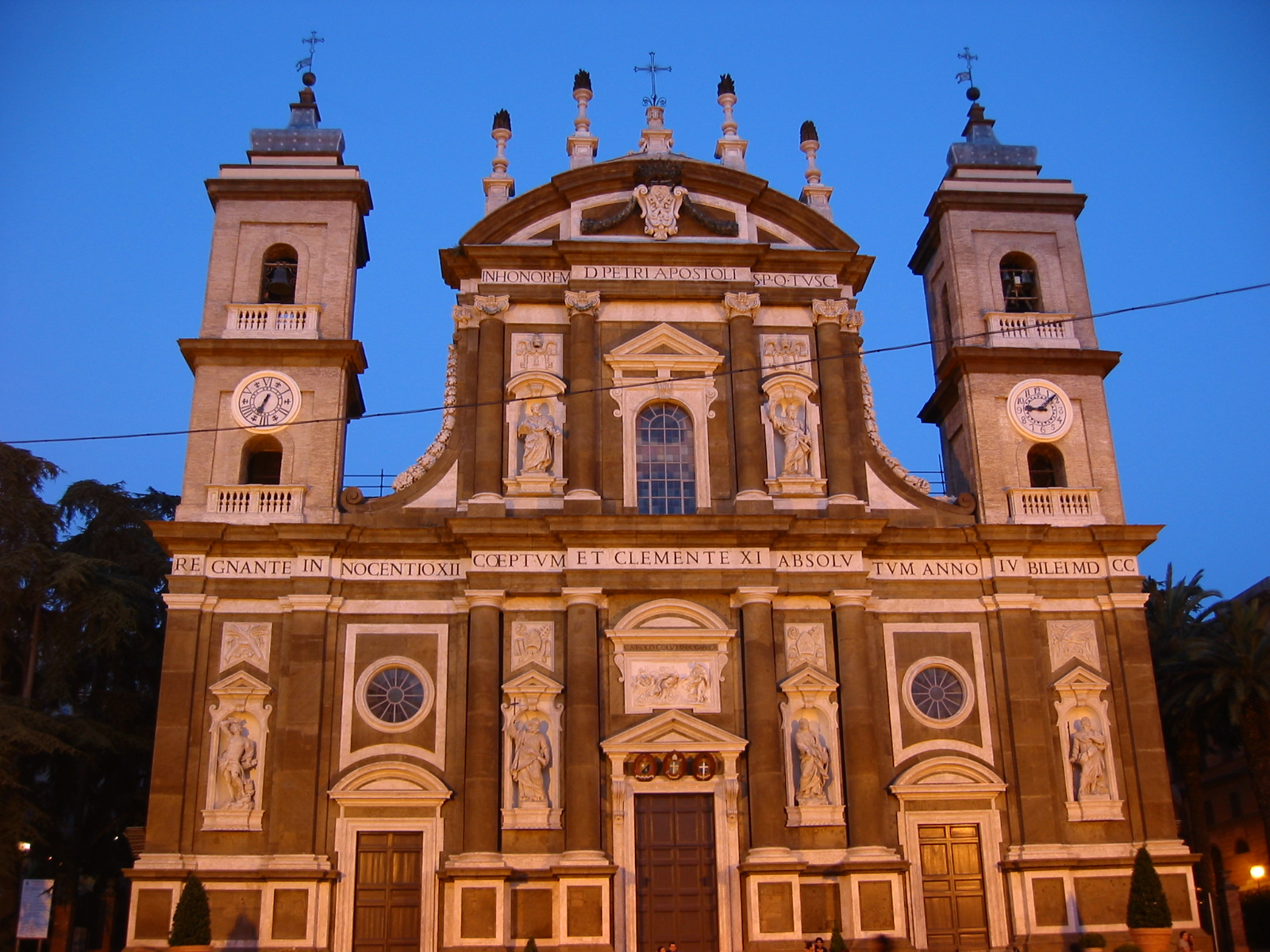
Катедральний собор Св. Петра
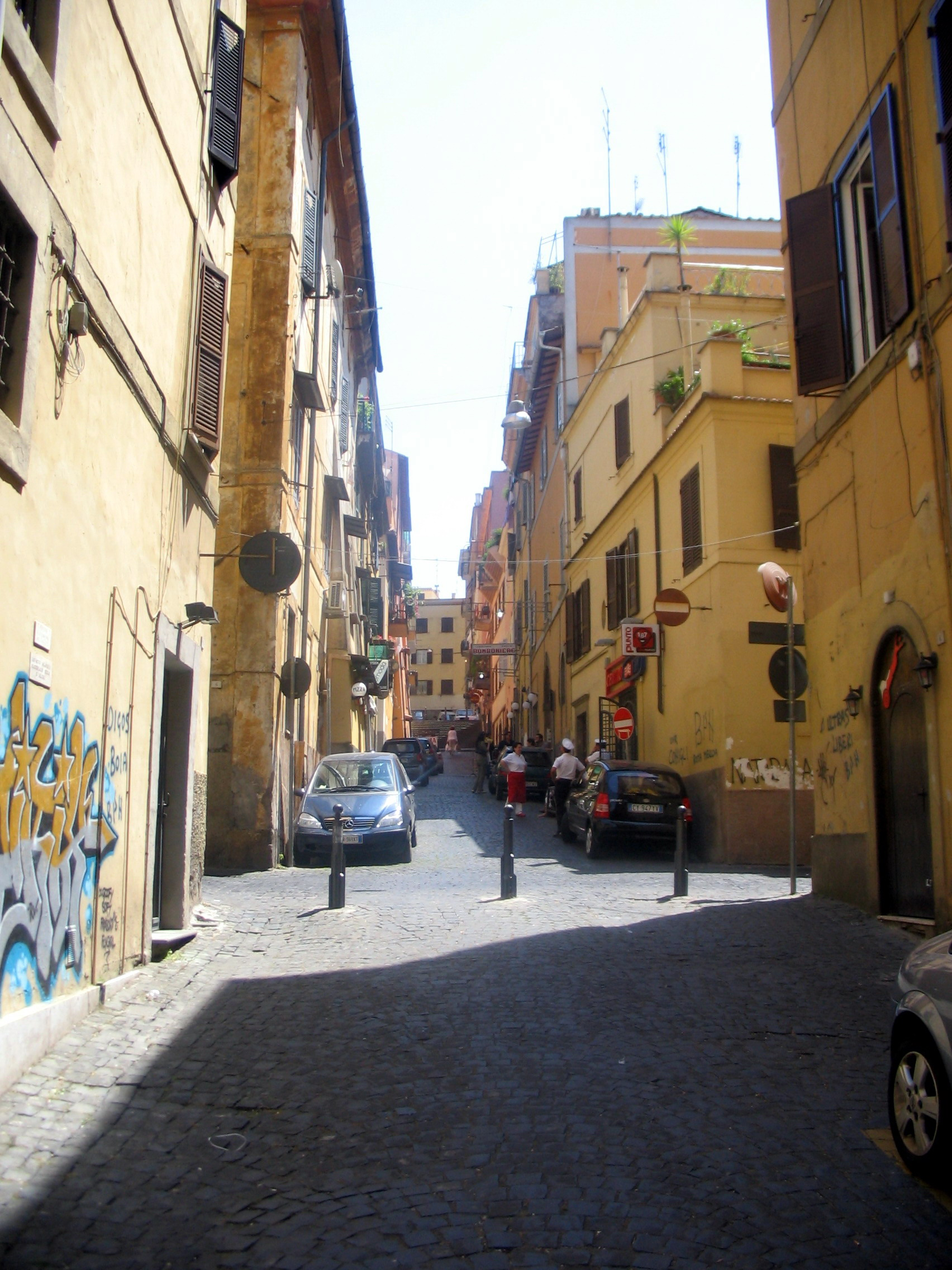
Віа Ментана ( Via Mentana ),історичний центр містечка
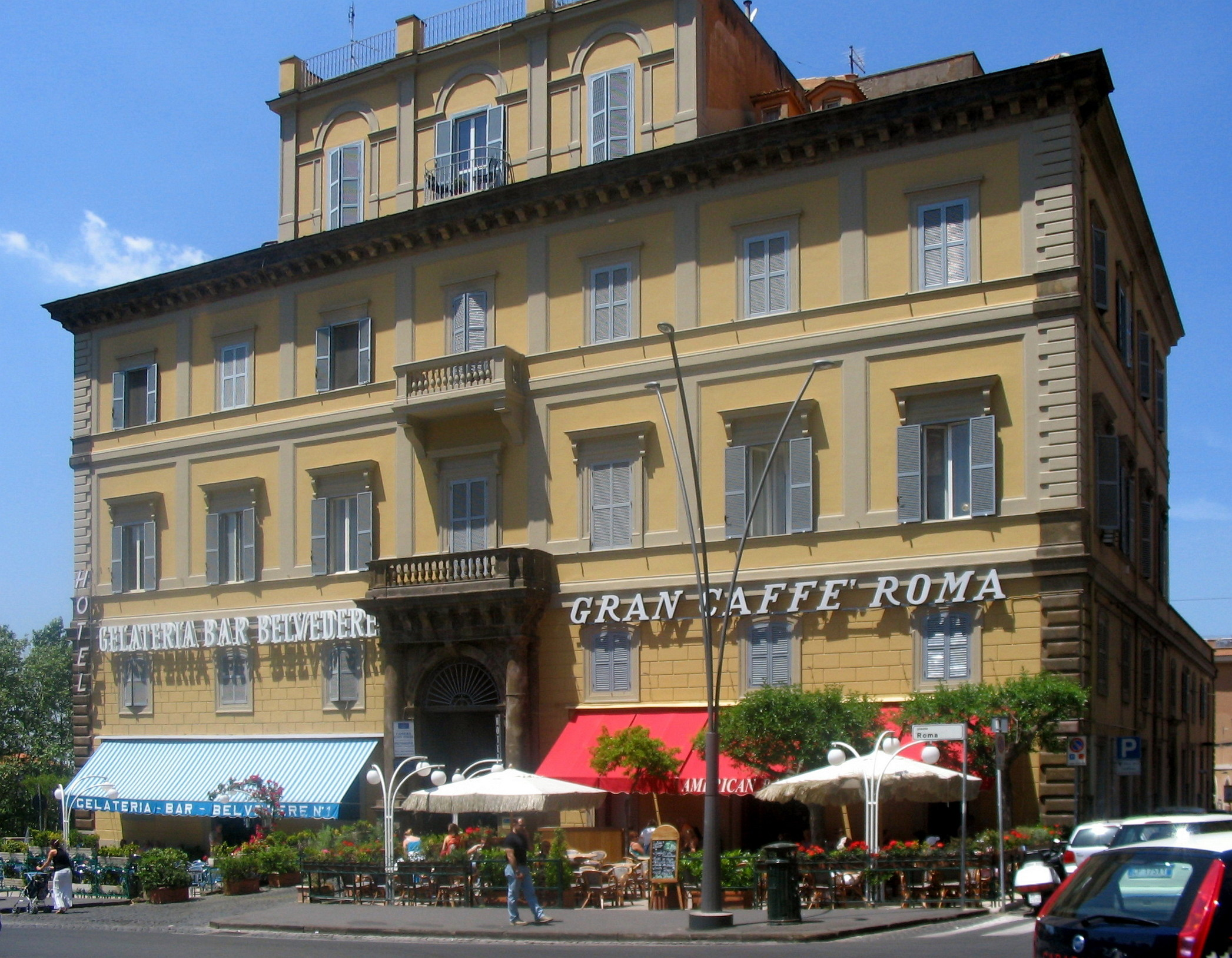
Palazzo in Piazza Roma
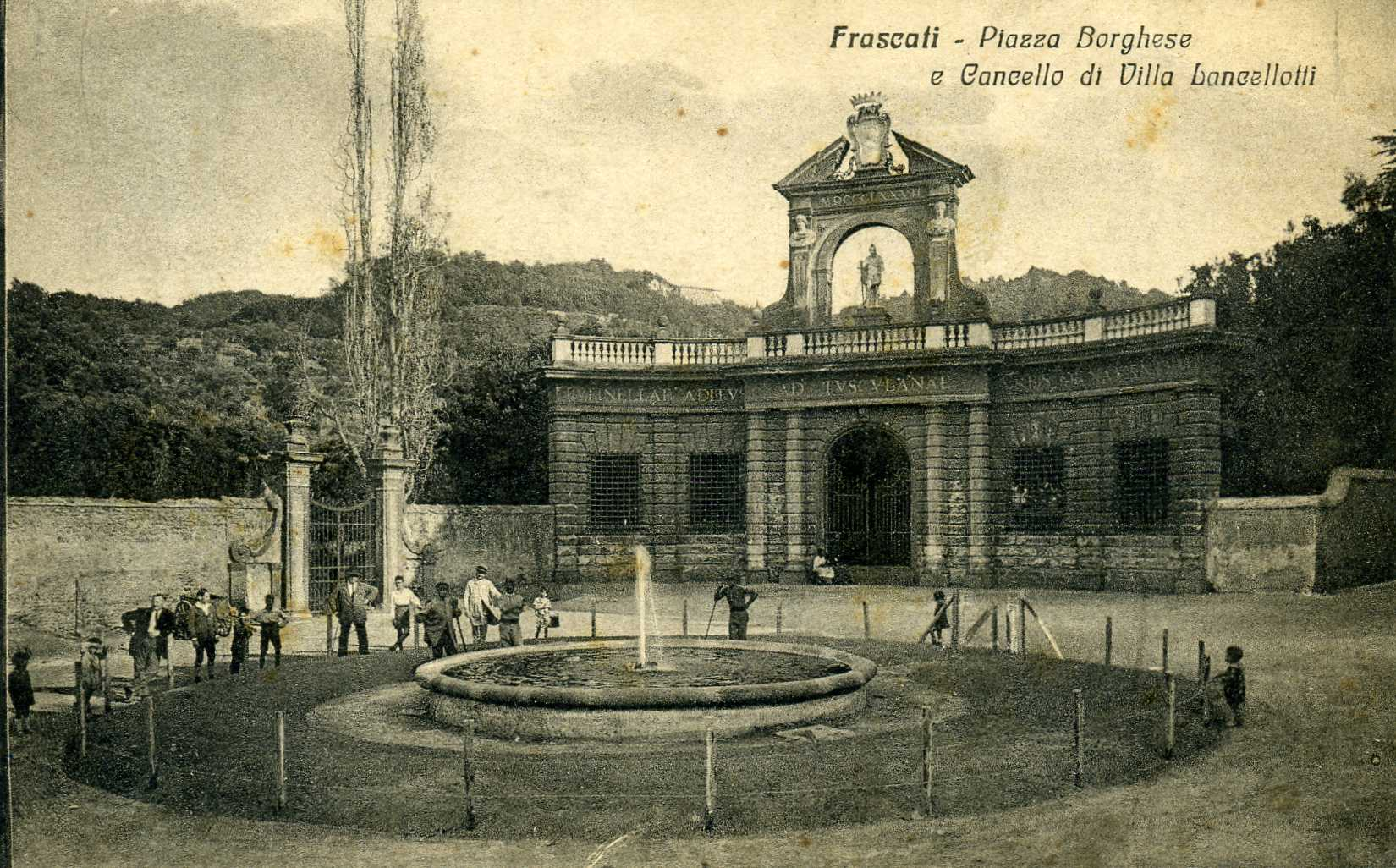
Вхід до парку Омбрелліно, фото 1927 р.
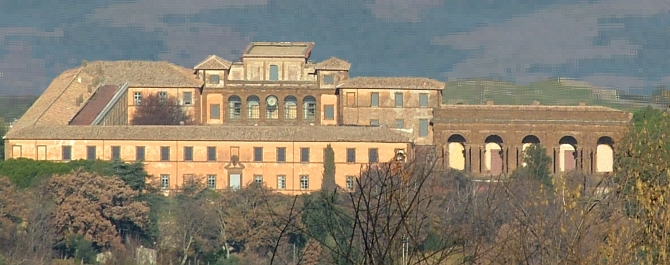
Вілла Мондрагоне
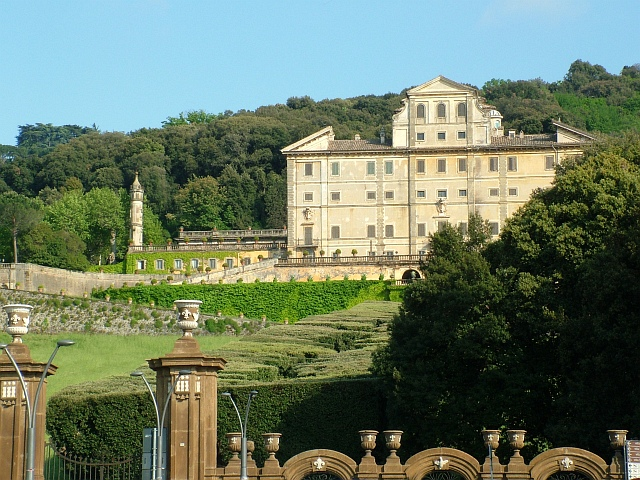
Вілла Альдобрандіні, головний фасад